# Tetragoneura pseudochilena
Tetragoneura pseudochilena är en tvåvingeart som beskrevs av Duret 1982. Tetragoneura pseudochilena ingår i släktet Tetragoneura och familjen svampmyggor. Inga underarter finns listade i Catalogue of Life.